# Baffdecks
Baffdecks war eine 1990 gegründete Punk-/Hardcore-Band aus Bruchsal, die von 1990 bis 2006 existierte.

## Geschichte
Etwa ein halbes Jahr nach der Gründung der Band erschien die erste Demokassette Blick in die Tiefe, welche unerwartet gut aufgenommen wurde und Einzug in die Tapecharts des damals wichtigen Hardcore-Fanzines ZAP erhielt. Bald darauf gründete die Band ihr eigenes Label "My Way Records", unter dem sie ihr erstes Album Mach die Augen zu ... veröffentlichte. Es folgten Tourneen und Auftritte unter anderem mit den Emils, Slime, Bad Religion und NOFX. Zwei Jahre später erschien das Nachfolgealbum Die Zeit ist ein Mörder, die unter dem SPV-Sublabel Armageddon Records. erschien. Weitere Touren mit Wizo, Emils, Idiots und Growing Movement folgten. Nach der Single Schlammschlacht folgte man der Einladung, die schottische Hardcore-Band The Exploited zwei Wochen lang auf ihrer Deutschland-Winter-Tour zu unterstützen. Im Frühsommer 1997 folgte ein weiteres Album, Zerreißprobe, und weitere Touren, unter anderem gemeinsam mit Recharge in Tschechien und Polen. Schließlich folgte ein Jahr später eine weitere Single, Wer schläft ..., nun wieder unter dem hauseigenen Label "My Way Records", da Armageddon Records mittlerweile von ihrem Mutterlabel SPV aufgelöst worden waren. Nach einer Tour mit Die Skeptiker und Dritte Wahl wurden Kontakte mit deren Label Dröönland Productions geknüpft, auf dem im Winter 2000 das Album Vergessene Träume erschien. Nachdem Gitarrist „Ün“, der zusammen mit Michael Schäfer die Stücke der Band schrieb, 2006 Baffdecks aus privaten Gründen verließ, trennte sich die Band.

## Stil
Das Ox-Fanzine bezeichnete das Album Zerreißprobe als „textlich und musikalisch ungemein intensive Hardcore-Scheibe“, die „dumpf-stumpfes Geknüppel“ vermeide, sondern „eine explosive Mischung aus Emotionen und Wut“ darstelle. Das Magazin zog Vergleiche zu New-York-Hardcore-Bands wie Sick of It All oder Sheer Terror. Über das Album Vergessene Träume befand das Ox-Fanzine, es stelle ein „wuchtiges Gemisch aus metallischem Hardcore und Punktunes angereichert mit kämpferisch vorgetragenen Politlyrics“ dar, und wertete, die Baffdecks seien „eine "echte" Band und keine Metalkasper“. Die Band selbst sieht sich als allenfalls „ein wenig politisch“, sie engagiere sich abseits von gelegentlichen Teilnahmen an Benefizkonzerten nicht politisch und schreibe vorwiegend über „persönliche Erlebnisse, Träume und Ziele“, die Mitglieder der Band hätten aber „eine gesunde politische Einstellung“.

## Diskografie
- 1990: Blick in die Tiefe (Eigenvertrieb)
- 1991: Mach die Augen zu… (My Way Records)
- 1993: Die Zeit ist ein Mörder (Armageddon)
- 1995: Schlammschlacht (EP, Armageddon)
- 1997: Zerreißprobe (Armageddon)
- 1998: Wer schläft… (EP, My Way Records)
- 2000: Vergessene Träume (Dröönland Production)